# Ольга Береза
Ольга Береза (у шлюбі ― Ольга Процюк; нар. 28 листопада 1973, Новий Розділ, Львівської області) — українська поетка, письменниця, майстриня, ілюстраторка та етнографка. Лауреатка національних і міжнародних премій.
Обличчя американського україномовного журналу «Ukrainian People» у 2020 і 2021 рр.

## Життєпис
Народилася у Новому Роздолі на Львівщині. З раннього дитинства займається творчістю.
За псевдонім взяла дошлюбне прізвище матері. Навчалася у Європейському університеті.
Захоплюється мандрами та фотографією.
Одружена. Мати трьох дітей.

## Діяльність
У 2009 починає активно вишивати та створювати прикраси.
Самотужки вивчала етнографію, традиційно-побутову культуру українців, фольклор та народне мистецтво.
Учасниця об'єднання народних майстрів та художників-аматорів при Львівському обласному центрі народної творчості і культурно-освітньої роботи.
Працювала редакторкою журналу «Вишитий одяг».
Є авторкою колекції вишитого вбрання та прикрас. Проводить творчі зустрічі в навчальних закладах.
З 2018 проводить майстер-класи пов'язування хусток.
З 2018 — учасниця проєкту Книжкова толока та Літературного Креденсу БАРВИ.
2019 — стає однією з засновниць та членом ради правління Літературно-мистецького об'єднання «Лелітки».
У 2020 та 2021 Ольга Береза є обличчям американського україномовного журналу «Ukrainian People».

### Письменницька діяльність
У 2019 вийшла в світ дебютна збірка «Аґрафка для Янгола», (Релігійне видавництво «Святих Володимира та Ольги», Львів).
У 2021 вийшла друком друга збірка Ольги Берези «Поза нормою» (Видавництво «Апріорі», Львів).
Друкувалася в літературних альманахах «Птиці з рідного гнізда» (2018) та «Рідна. Незалежна. Єдина» (2021).
Публікувалась на сторінках мистецьких порталів «Клуб поезії», «Poetree», «Дотик словом», «Між рядків».

### Виставки

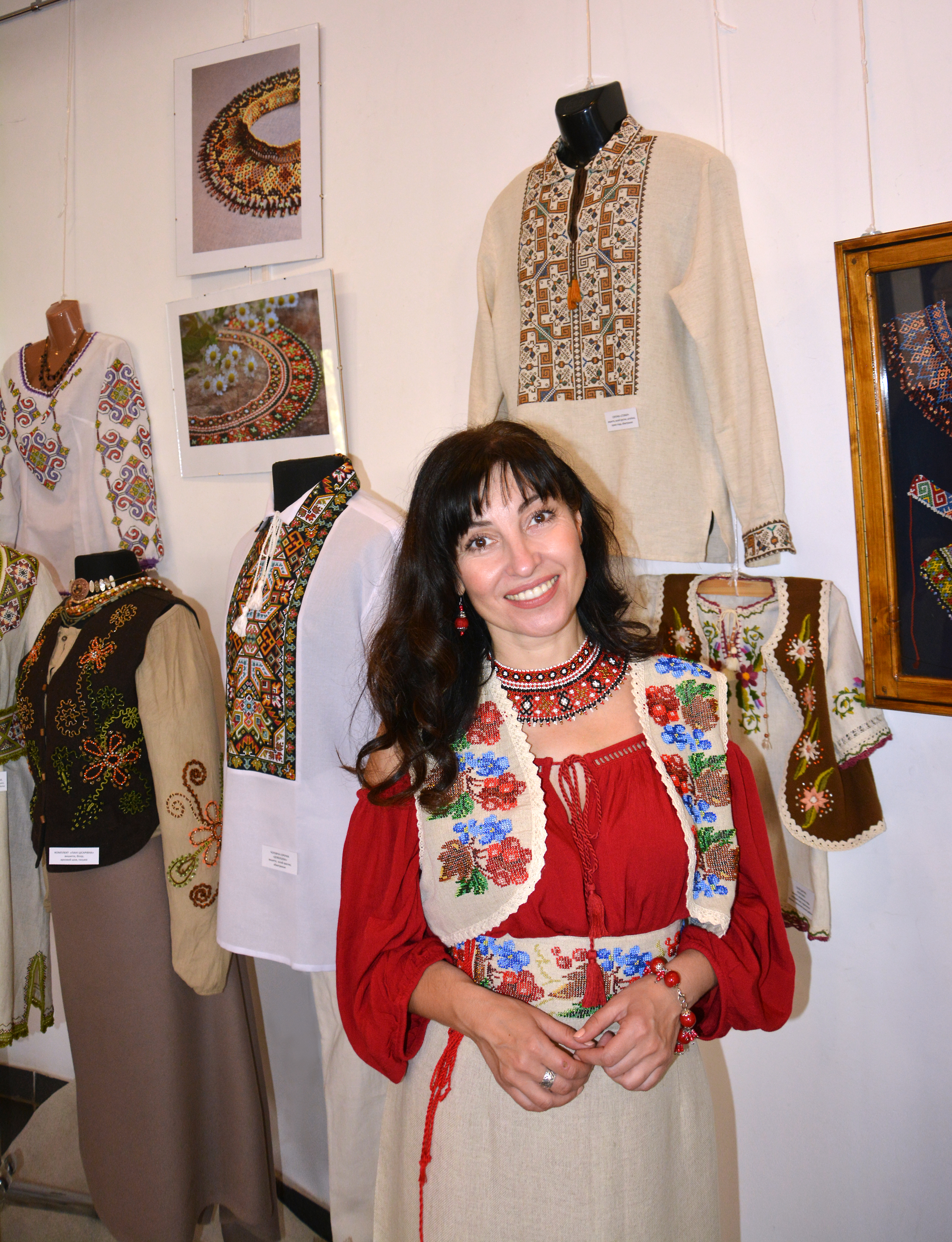
Ольга Береза на виставці своїх робіт «Цятки-пацьорки», Коломия Музей писанкового розпису

- 2014 ― III Всеукраїнська колективна виставка «Бісер: Вчора. Сьогодні. Завтра» ― авторські прикраси з бісеру та вишиті сорочки, м. Київ.[20]
- 2017 ― V Всеукраїнська колективна виставка «Бісер: Вчора. Сьогодні. Завтра»[21] ― авторські прикраси з бісеру та вишиті сорочки, м. Київ.
- 2018 ― персональна виставка «Таємниці вишитої сорочки», м. Стрий.
- 2018 ― персональна виставка «Світ у творчих барвах» та майстер-клас пов’язування хусток, м. Львів.
- 2018 ― персональна виставка «Купальські забави» ― авторські вишиті сорочки, прикраси з бісеру та майстер-клас пов’язування хусток, смт. Славське.
- 2018 ― колективна виставка «Зерно, засіяне із неба, зросло талантом у долонях» ― авторські прикраси з бісеру, м. Новий Розділ.
- 2018 ― виставка авторського вишитого одягу та жіночих прикрас «Український простір» в межах проєкту «Книжкова толока», м. Моршин.
- 2018 ― персональна виставка «Підспідок української вишиванки» та майстер-клас пов’язування хусток, м. Львів.
- 2019 ― персональна виставка «Цятки-пацьорки», м. Коломия[22].
- 2019 ― колективна виставка "Дивом повниться земля" ―  авторські ялинкові прикраси, м. Новий Розділ.
- 2019 ― персональна виставка вишитих сорочок і прикрас із бісеру «Справжня весна», та майстер-клас пов’язування хусток, смт. Славське.
- 2021 ― колективна виставка «Вишиті барви Львівщини», м. Львів.[5]
- 2022 ― персональна виставка авторських ялинкових прикрас «Добра магія Різдва», м. Львів.

### Поетичні збірки
- Аґрафка для Янгола[14] ― Львів: Святих Володимира та Ольги, 2019. ― 328с.
- Поза нормою ― Львів: Апріорі, 2021. ― 264с.[23]
- Знахідка: вірші для дітей ― Львів: Папуга, 2023. ― 72с.[24]

### Проза
- Рейчел та родина Берешів: роман ― Львів: Апріорі, 2022. ― 264с.[25]
- Хто відьма?: роман ― Дрогобич: По́світ, 2024. ― 472с.[26]

### Книги у співавторстві
- «Птиці з рідного гнізда»: збірка віршів ― Львів: Левада, 2018.
- «Рідна. Незалежна. Єдина»: поетичний альманах ― Львів: Левада, 2021.
- «Про що мовчать квіти…»: збірка віршів ― Київ: Український пріоритет, 2022.
- «Сніп»: сучасна новелістика і поезія. Випуск 1 ― Вінниця, Твори, 2023
- «Сніп»: сучасна новелістика і поезія. Випуск 2 ― Вінниця: Твори, 2023.
- «Новий Розділ 70 весен»: поетичний альманах ― Львів: Левада, 2023.
- «12 ключів осені»: поетичний альманах ― Львів: Левада, 2024.

## Відзнаки
- 2014 — дипломантка Центру Української Культури та Мистецтва — III Всеукраїнська виставка «Бісер: Вчора. Сьогодні. Завтра».
- 2017 — дипломантка конкурсу «Красуня Українка» в Рейтингу ТОП 12 Найкрасивіших Світлин Українок[27].
- 2017 — дипломантка Центру Української Культури та Мистецтва — V Всеукраїнська виставка «Бісер: Вчора. Сьогодні. Завтра»[28].
- 2021 — лавреатка Всеукраїнського літературного конкурсу імені Леся Мартовича у номінації «Поезії. Добірки».
- 2022 ― лавреатка Всеукраїнського літературного конкурсу імені Леся Мартовича у номінації «Проза. Добірки» ― за оповідання «Як село без церкви» та книгу «Аґрафка для Янгола».
- 2023 ― лавреатка Міжнародної літературної премії імені Григорія Сковороди «Сад божественних пісень» ― за книгу віршів «Аґрафка для Янгола» і роман «Рейчел та родина Берешів»[29].
- 2023 ― отримала Міжнародну премію "Культурна дипломатія" ―  за внесок у розвиток культури й мистецтва.
- 2023 ― дипломантка літературно-мистецької премії імені Володимира Малика в номінації «Література та публіцистика» ― за книгу «Рейчел та родина Берешів»[30].
- 2023 ― нагороджена Всесвітнім Орденом «Золотої Зірки Культурної дипломатії» ― за культурно-духовну просвітницьку діяльність[31]
- 2023 ― отримала медаль «За служіння мистецтву»[32].